# Promozione 1949-1950 (Lega Interregionale Centro)
La Lega Interregionale Centro fu l'ente della F.I.G.C. che gestì il campionato di Promozione nella stagione sportiva 1949-1950. La manifestazione fu organizzata dalla Lega Interregionale Centro avente sede a Firenze. Nella giurisdizione della Lega ricadevano le società aventi sede nell'Emilia e nell'Italia centrale.
Il regolamento metteva in palio 4 posti per la Serie C, cioè uno per ciascun girone. Ben più complessa e discutibile la definizione delle retrocessioni, dato che se il blocco dei ripescaggi dell'estate 1949 avrebbe potuto far intravedere la necessità di un minor numero di relegazioni per reintegrare gli organici, al contrario la FIGC preannunciò un piano di ulteriore riduzione dei quadri. Nel corso della stagione venne poi preparata una complessa formula per retrocessioni mobili a seconda del numero delle squadre scendenti dalla C, una scelta che lasciò nel limbo varie formazioni della quarta serie. Fu dunque solo alla fine del torneo che Lega e Federazione definirono la retrocessione di tutte le squadre piazzate dal 15º posto in giù, più il 14° club del piccolo girone adriatico, e la perdente di una qualificazione fra i pari grado dei gruppi emiliano e toscano.
La bizantina determinazione delle retrocesse destò ovviamente polemiche, che vennero cavalcate dalla Lega stessa contro gli organi federali dato che al Nord tutte le squadre piazzatesi quattordicesime erano state dichiarate salve. Fu così che a fine estate del 1950 la stessa misura fu retroattivamente applicata anche ai gironi del campionato centrale. Aperto quindi il varco dei ripescaggi, fu poi facile per alcune attrezzate società chiedere alla Lega di essere riammesse, e tali domande vennero infine accettate quando giunsero sul tavolo della Federazione.

## Aggiornamenti
- La Società Sportiva Castelfiorentino ha interrotto l'attività sportiva perché impossibilitata ad utilizzare il campo sportivo; riprenderà l'attività dalla stagione seguente conservando il titolo sportivo.

## Girone G

### Classifica finale
|  | Pos. | Squadra             | Pt | G  | V  | N  | P  | GF  | GS  |
|  | ---- | ------------------- | -- | -- | -- | -- | -- | --- | --- |
|  | 1.   | Forti e Liberi      | 49 | 32 | 20 | 9  | 3  | 77  | 25  |
|  | 2.   | Ferrovieri Bologna  | 48 | 32 | 21 | 6  | 5  | 101 | 40  |
|  | 3.   | Vis Sauro Pesaro    | 39 | 32 | 16 | 7  | 9  | 56  | 46  |
|  | 4.   | Ravenna             | 38 | 32 | 15 | 8  | 9  | 47  | 31  |
|  | 5.   | Forlimpopoli        | 37 | 32 | 16 | 5  | 11 | 63  | 46  |
|  | 6.   | Minatori Perticara  | 34 | 32 | 13 | 8  | 11 | 52  | 47  |
|  | 6.   | Medicinese          | 34 | 32 | 13 | 8  | 11 | 38  | 43  |
|  | 8.   | Vigor Senigallia    | 32 | 32 | 12 | 8  | 12 | 51  | 44  |
|  | 8.   | Pro Calcio Barbieri | 32 | 32 | 12 | 8  | 12 | 50  | 53  |
|  | 8.   | Salsomaggiore       | 32 | 32 | 11 | 10 | 11 | 46  | 49  |
|  | 8.   | Fano                | 32 | 32 | 13 | 6  | 13 | 56  | 67  |
|  | 12.  | Portuense           | 31 | 32 | 12 | 7  | 13 | 60  | 60  |
|  | 13.  | Faenza              | 29 | 32 | 10 | 9  | 13 | 48  | 41  |
|  | 14.  | Russi               | 28 | 32 | 10 | 8  | 14 | 42  | 47  |
|  | 15.  | Altedo (-1)         | 22 | 32 | 7  | 9  | 16 | 31  | 58  |
|  | 16.  | Scandiano           | 18 | 32 | 6  | 6  | 20 | 41  | 81  |
|  | 17.  | Riccione            | 8  | 32 | 2  | 4  | 26 | 26  | 107 |

Legenda:
      Promosso in Serie C 1950-1951.
      Retrocesso in Prima Divisione 1950-1951.
 Ammesso alla Qualificazione salvezza.
Note:
Due punti a vittoria, uno a pareggio, zero a sconfitta.
L'Altedo è stato penalizzato con la sottrazione di 1 punto in classifica.

## Girone H

### Classifica finale
|  | Pos. | Squadra          | Pt       | G  | V  | N | P  | GF | GS |
|  | ---- | ---------------- | -------- | -- | -- | - | -- | -- | -- |
|  | 1.   | Pontedera        | 50       | 30 | 22 | 6 | 2  | 99 | 26 |
|  | 2.   | Lanciotto        | 44       | 30 | 20 | 4 | 6  | 82 | 31 |
|  | 3.   | San Vincenzo     | 39       | 30 | 18 | 3 | 9  | 57 | 37 |
|  | 4.   | Sestese          | 38       | 30 | 15 | 8 | 7  | 73 | 42 |
|  | 5.   | Massese          | 37       | 30 | 17 | 3 | 10 | 50 | 42 |
|  | 6.   | Pietrasanta      | 34       | 30 | 16 | 2 | 12 | 48 | 38 |
|  | 7.   | Sangiovannese    | 32       | 30 | 14 | 4 | 12 | 65 | 58 |
|  | 8.   | Colligiana       | 30       | 30 | 11 | 8 | 11 | 61 | 54 |
|  | 9.   | Tettora Cascina  | 27       | 30 | 12 | 3 | 15 | 55 | 56 |
|  | 9.   | Ardenza          | 27       | 30 | 13 | 1 | 16 | 43 | 72 |
|  | 11.  | Viareggio        | 24       | 30 | 10 | 4 | 16 | 48 | 64 |
|  | 12.  | Pontassieve (-1) | 23       | 30 | 11 | 2 | 17 | 44 | 63 |
|  | 13.  | Scintilla        | 22       | 30 | 7  | 8 | 15 | 38 | 65 |
|  | 14.  | Cecina           | 19       | 30 | 8  | 3 | 19 | 38 | 62 |
|  | 15.  | Poggibonsi       | 17       | 30 | 7  | 3 | 20 | 33 | 72 |
|  | 16.  | Orbetello        | 16       | 30 | 5  | 6 | 19 | 28 | 80 |
|  | ---  | Santa Croce      | Ritirato |    |    |   |    |    |    |

Legenda:
      Promosso in Serie C 1950-1951.
      Retrocesso in Prima Divisione 1950-1951.
 Ammesso alla Qualificazione salvezza.
Note:
Due punti a vittoria, uno a pareggio, zero a sconfitta.
Il Poggibonsi e il Cecina, quest'ultimo sconfitto dal Russi nella qualificazione salvezza, sono poi stati riammessi in Promozione.
Il Pontassieve è stato penalizzato con la sottrazione di 1 punto in classifica.
Il Santa Croce è stato sciolto e radiato dalla FIGC.

## Girone I

### Classifica finale
|  | Pos. | Squadra            | Pt | G  | V  | N  | P  | GF | GS  |
|  | ---- | ------------------ | -- | -- | -- | -- | -- | -- | --- |
|  | 1.   | BPD Colleferro     | 46 | 34 | 19 | 8  | 7  | 89 | 41  |
|  | 2.   | Formia             | 46 | 34 | 19 | 8  | 7  | 57 | 31  |
|  | 3.   | Montevecchio       | 44 | 34 | 17 | 10 | 7  | 63 | 40  |
|  | 4.   | Casilina           | 40 | 34 | 15 | 10 | 9  | 58 | 47  |
|  | 5.   | Monteponi Iglesias | 38 | 34 | 15 | 8  | 11 | 74 | 57  |
|  | 6.   | Frosinone          | 36 | 34 | 15 | 6  | 13 | 54 | 42  |
|  | 6.   | Poligrafico Roma   | 36 | 34 | 12 | 12 | 10 | 50 | 40  |
|  | 8.   | Albatrastevere     | 35 | 34 | 12 | 11 | 11 | 42 | 39  |
|  | 9.   | Romana Gas         | 34 | 34 | 12 | 10 | 12 | 37 | 54  |
|  | 10.  | Italpiombo         | 33 | 34 | 12 | 9  | 13 | 60 | 50  |
|  | 10.  | Artiglio           | 33 | 34 | 15 | 3  | 16 | 57 | 56  |
|  | 12.  | Civitavecchiese    | 32 | 34 | 10 | 12 | 12 | 38 | 48  |
|  | 13.  | Sora               | 31 | 34 | 13 | 5  | 16 | 64 | 57  |
|  | 14.  | ALMAS              | 30 | 34 | 10 | 10 | 14 | 42 | 62  |
|  | 15.  | San Lorenzo Roma   | 29 | 34 | 11 | 7  | 16 | 49 | 60  |
|  | 15.  | STEFER Roma        | 29 | 34 | 11 | 7  | 16 | 56 | 78  |
|  | 17.  | Anzio              | 21 | 34 | 7  | 7  | 20 | 46 | 80  |
|  | 18.  | Fortitudo          | 19 | 34 | 5  | 9  | 20 | 49 | 101 |

Legenda:
      Promosso in Serie C 1950-1951.
      Retrocesso in Prima Divisione 1950-1951.
Note:
Due punti a vittoria, uno a pareggio, zero a sconfitta.
San Lorenzo e STEFER sono poi stati riammessi in Promozione.

## Girone L

### Classifica finale
|  | Pos. | Squadra                   | Pt | G  | V  | N  | P  | GF | GS |
|  | ---- | ------------------------- | -- | -- | -- | -- | -- | -- | -- |
|  | 1.   | Fermana                   | 39 | 28 | 18 | 3  | 7  | 58 | 36 |
|  | 2.   | Forza e Coraggio Avezzano | 38 | 28 | 15 | 8  | 5  | 47 | 29 |
|  | 2.   | Pro Vasto                 | 38 | 28 | 14 | 10 | 4  | 44 | 27 |
|  | 4.   | Castelfidardo             | 35 | 28 | 14 | 7  | 7  | 43 | 29 |
|  | 5.   | L'Aquila                  | 30 | 28 | 12 | 6  | 10 | 41 | 42 |
|  | 6.   | Teramo                    | 29 | 28 | 13 | 3  | 12 | 43 | 36 |
|  | 7.   | Lanciano                  | 28 | 28 | 11 | 6  | 11 | 53 | 42 |
|  | 7.   | Castel di Sangro          | 28 | 28 | 11 | 6  | 11 | 40 | 42 |
|  | 9.   | Chieti                    | 27 | 28 | 10 | 7  | 11 | 43 | 42 |
|  | 10.  | Miliani Fabriano          | 24 | 28 | 11 | 2  | 15 | 33 | 35 |
|  | 10.  | Rosetana                  | 24 | 28 | 8  | 8  | 12 | 36 | 43 |
|  | 12.  | Ascoli                    | 23 | 28 | 8  | 7  | 13 | 32 | 37 |
|  | 12.  | Marsciano                 | 23 | 28 | 7  | 9  | 12 | 35 | 48 |
|  | 14.  | Tolentino                 | 21 | 28 | 8  | 5  | 15 | 36 | 47 |
|  | 15.  | Virtus Spoleto            | 13 | 28 | 6  | 1  | 21 | 22 | 71 |

Legenda:
      Promosso in Serie C 1950-1951.
      Retrocesso in Prima Divisione 1950-1951.
Note:
Due punti a vittoria, uno a pareggio, zero a sconfitta.
Tolentino poi riammesso in Promozione.

## Qualificazione salvezza
|       | Risultato |        | Città e data         |  |
| ----- | --------- | ------ | -------------------- |  |
| Russi | 2 - 0     | Cecina | Prato, 2 luglio 1950 |  |
|       |           |        |                      |  |

Il Cecina fu comunque riammesso dalla Lega Interregionale Centro.